# Terrier irlandais à poil doux
Pour les articles homonymes, voir Terrier irlandais (homonymie).
Le terrier irlandais à poil doux (Irish Soft Coated Wheaten Terrier en anglais) est une race de chiens originaire d'Irlande. Les premières mentions d'un chien de terrier à poil doux datent du XIXe siècle qui étaient utilisés comme chien de ferme polyvalent. Reconnu au milieu du XXe siècle, la race s'est notamment exportée aux États-Unis.
Le terrier irlandais à poil court est un chien de terrier de taille moyenne à grande, d'aspect rustique et actif. La tête est longue, bien proportionnée, avec un stop prononcé. Les oreilles de dimension petite à moyenne sont portées vers l'avant. Bien attachée, la queue est portée gaiement. Elle est parfois écourtée d'un tiers de sa longueur. La robe est froment avec de longs poils soyeux.
Le terrier irlandais à poil doux est un chien de compagnie intrépide, affectueux et fidèle.

## Historique
Le terrier irlandais à poil doux est probablement la plus ancienne des quatre races de terriers irlandais. Les premières mentions de chiens irlandais à poil doux datent du début du XIXe siècle. C'était alors une race polyvalente utilisée comme chien de chasse, notamment pour la chasse au blaireau, à la loutre ou aux nuisibles, chien de berger et chien de garde dans le comté de Munster. Les liens avec les autres terriers irlandais sont mal documentés : il y a probablement eu des expériences d'élevage avec le terrier irlandais et la race a participé à la création du Kerry Blue terrier. Malgré son origine ancienne, le terrier irlandais à poil doux n'est reconnu par le Kennel Club irlandais qu'en 1937 et par le Kennel Club anglais en 1943.
Par la suite, la race a gagné en popularité et s'est répandue dans le monde, notamment aux États-Unis. Avec 94 inscriptions au livre des origines français (LOF) en 2012, la race est peu représentée en France. Au Royaume-Uni, avec entre 287 et 455 inscriptions sur les registres du Kennel Club anglais chaque année, la race n'est pas très populaire, même parmi le groupe des terriers. Aux États-Unis en 2013, le terrier irlandais à poil doux est la 51e race la plus populaire sur 127, selon l'American Kennel Club.

## Standard

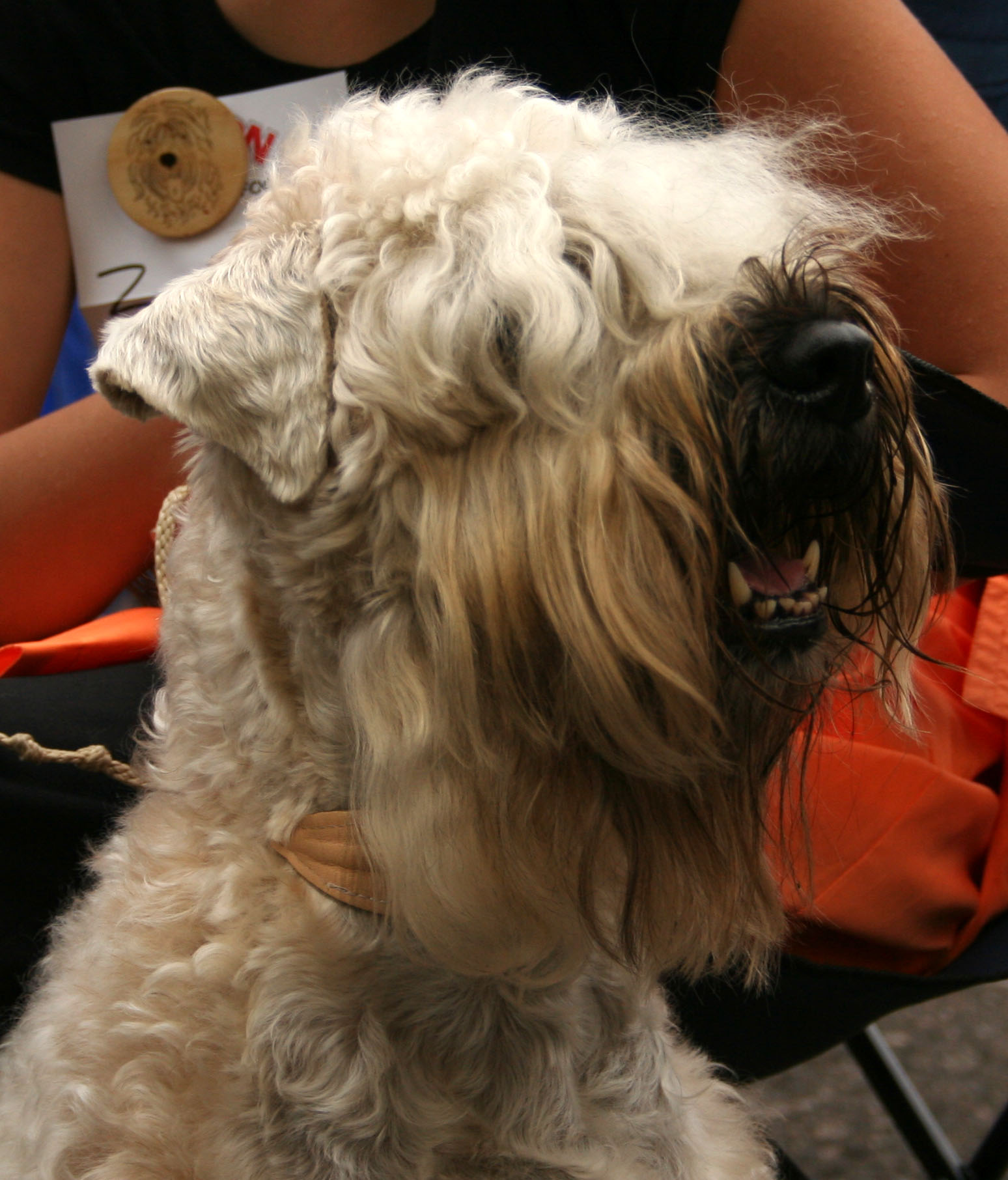
Portrait d'un terrier irlandais à poil doux.

Le terrier irlandais à poil doux est un chien de terrier, d'aspect rustique et actif. La longueur du garrot à la base de la queue est approximativement égale à la hauteur au garrot. Le rein est court et puissant, le dos est fort et horizontal et la haute poitrine présente des côtes bien cintrées. Bien attachée, la queue pas trop épaisse est portée gaiement mais jamais sur le dos. Dans les pays où la caudectomie est autorisée, la queue est coupée aux deux tiers de sa longueur.
La tête est longue, bien proportionnée par rapport au corps, avec un crâne plat et pas trop large et un stop marqué. Les yeux pas trop grands sont noisette foncé. Les oreilles de taille petite à moyenne sont portées vers l'avant, au niveau du crâne. La base de l'oreille peut être ombrée et accompagnée d'une zone de couleur froment clair.
Le poil est de texture douce et soyeuse au toucher, sans sous-poil. Le toilettage est admis par le standard de la Fédération cynologique internationale (FCI), interdit en Grande-Bretagne et traditionnel aux États-Unis. Le chien toiletté a le poil coupé court dans la région du cou, au poitrail, sur le crâne et la queue. Il est laissé long au-dessus des yeux, sous la mâchoire pour former des moustaches. Le toilettage met en valeur la silhouette du chien sans être « sculpté ». Au naturel, non toiletté, le terrier irlandais à poil doux a de longs poils allant jusqu'à 12,7 cm de long. Il est ondulé ou forme des boucles lâches, sans être bouffant comme celui du caniche et du bobtail. La robe est froment clair à froment doré tirant sur le rouge.

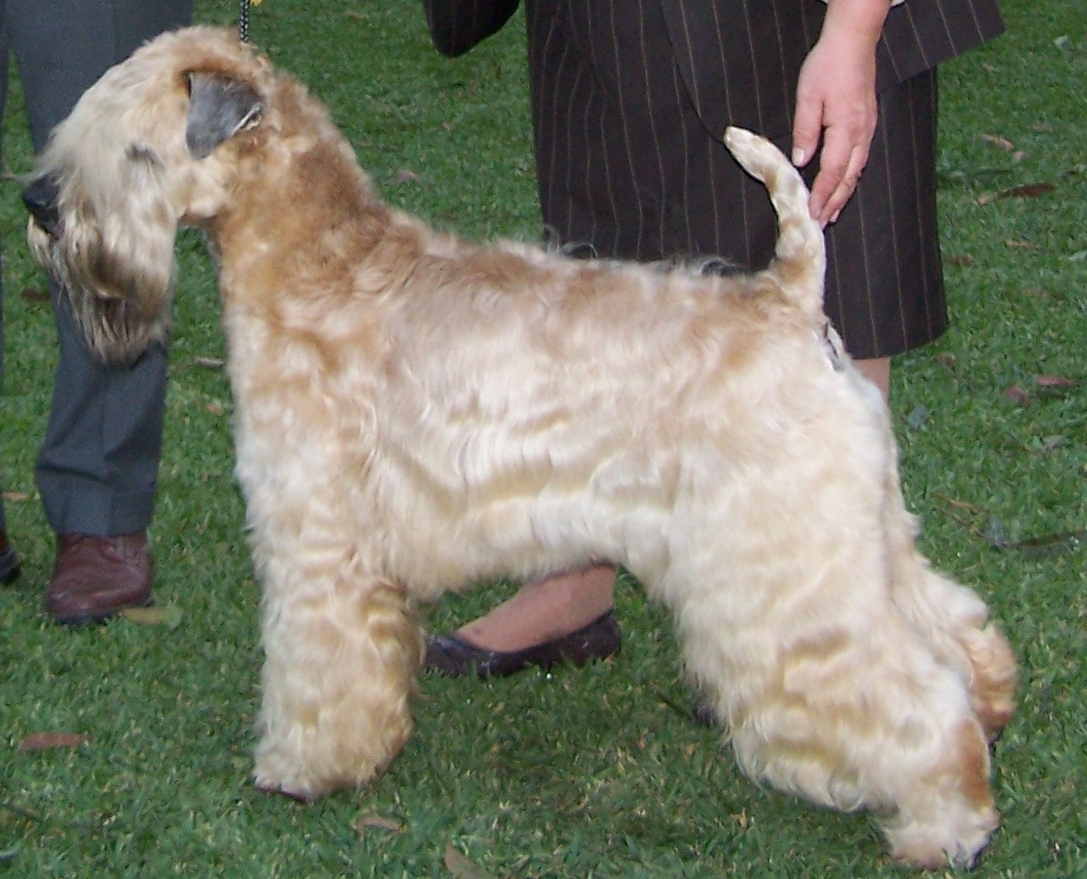
Un terrier irlandais à poil doux toiletté.
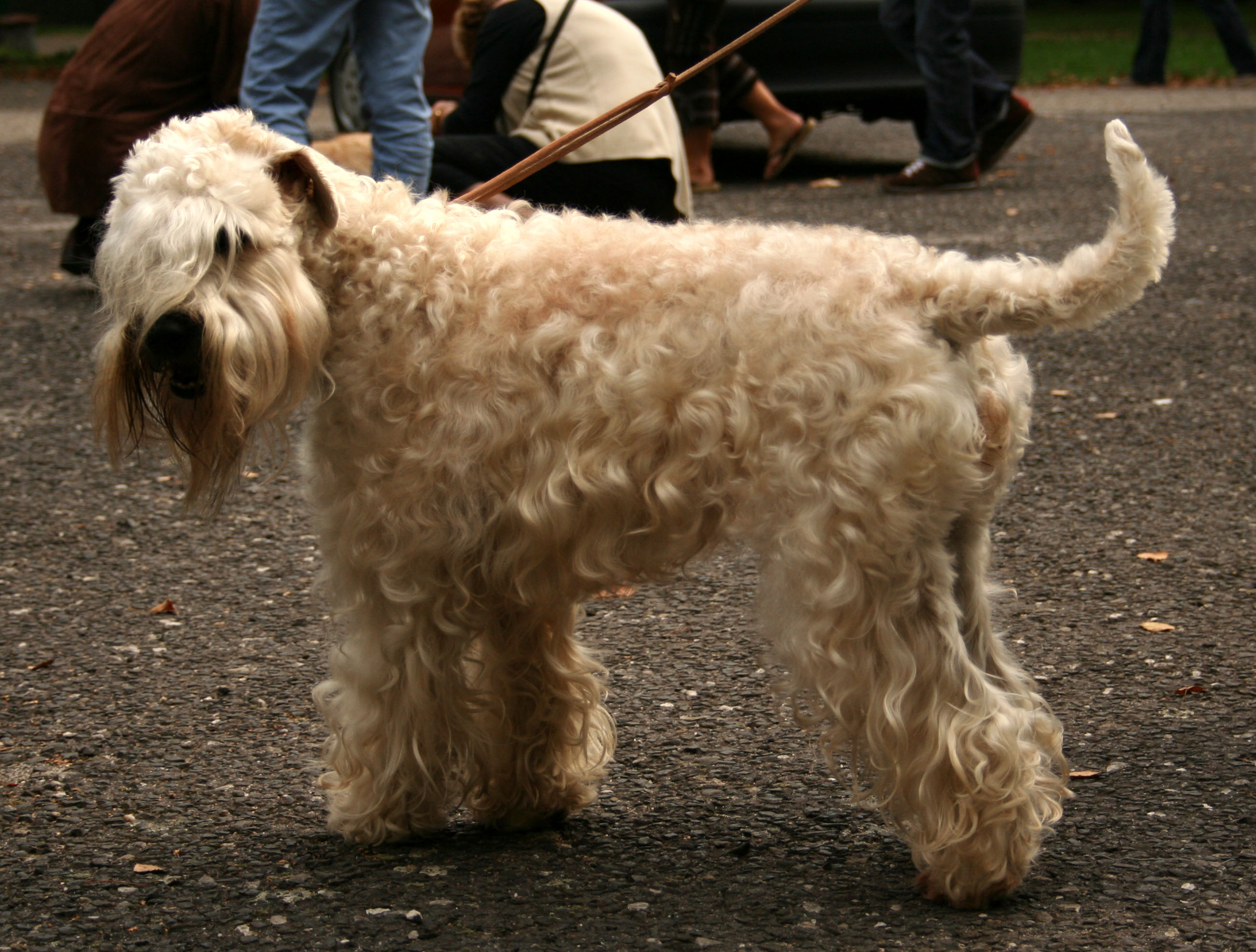
Un terrier irlandais à poil doux non toiletté.

## Confusion avec d'autres races
Le terrier irlandais à poil doux a participé à l'élaboration des races terrier irlandais et Kerry Blue terrier.

## Caractère
Le standard FCI décrit la race comme intrépide, affectueuse et fidèle à ses maîtres, intelligente et qui a des dons pour la garde. Joueur, il apprécie les enfants. Le terrier irlandais à poil doux est considéré comme moins bagarreur et aboyeur que les autres terriers

## Utilité
Le terrier à poil doux est à l'origine un chien de chasse utilisé pour le blaireau, la loutre et les nuisibles. C'est à présent un chien de compagnie agréable et un bon chien de garde.

## Élevage

### Évolution des chiots

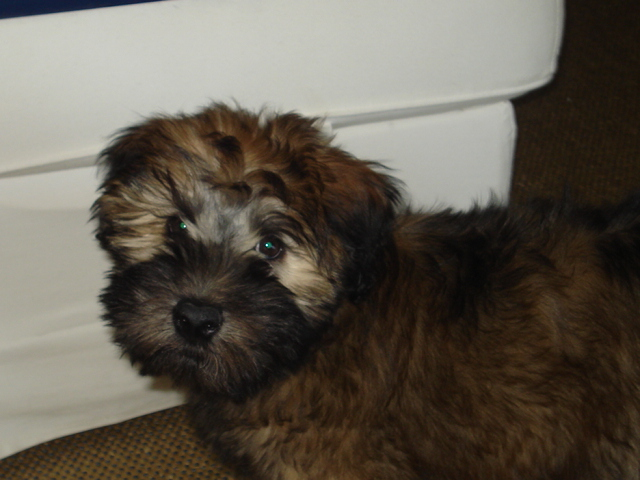
La robe du chiot met de un an et demi à deux ans et demi pour se fixer.

La robe « adulte » nécessite un an et demi à deux ans et demi pour prendre ses couleur et texture définitives. Les chiots à la naissance ont rarement la couleur ou la texture du poil convenable : la couleur est roussâtre, grisâtre et parfois nettement froment, avec un masque noir. Une raie noire descendant au milieu du dos ou des poils aux extrémités noires peuvent exister sur la robe du chiot. Lors du jugement en exposition canine, cette variabilité de la robe est prise en compte.

### Entretien
Le toilettage est pratiqué de manière systématique aux États-Unis.

## Santé
Le club français d'élevage de la race recommande de tester les terriers irlandais à poil doux pour la dysplasie de la hanche, une malformation très douloureuse et héréditaire.